# Kevin Melgar
Kevin Rolando Melgar Cárdenas (Panamá, 19 de noviembre de 1992) es un futbolista panameño. Actualmente juega en el Alianza FC de la Primera División de Panamá y se desempeña como portero.

## Carrera de club
Empezó su carrera en 2009 en el Alianza FC y en junio de 2014 se unió al Tauro Fútbol Club, firmando un contrato que le mantendría 4 temporadas en el club. El 1 de julio de 2016 fue transferido al Santa Gema FC.

## Selección nacional

### Selecciones menores

#### Participaciones en selección nacional
| Competencia              | Sede      | Resultado      | Partidos | Goles |
| ------------------------ | --------- | -------------- | -------- | ----- |
| Campeonato Sub-20 2011   | Guatemala | Cuarto lugar   | 5        | 0     |
| Copa Mundial Sub-20 2011 | Colombia  | Fase de grupos | 0        | 0     |

### Selección absoluta
Melgar hizo su debut para Panamá en la UNCAF 2011, partido de Copa de las Naciones contra El Salvador, el 10 de junio de 2015. Ganó un total de 3 partidos, sin recibir goles.

#### Participaciones en selección nacional
| Competencia               | Sede           | Resultado      | Partidos | Goles |
| ------------------------- | -------------- | -------------- | -------- | ----- |
| Copa Centroamericana 2011 | Panamá         | Tercer lugar   | 1        | 0     |
| Preolímpico 2012          | Estados Unidos | Fase de grupos | 0        | 0     |
| Copa Centroamericana 2013 | Costa Rica     | Quinto lugar   | 0        | 0     |

## Clubes
| Club              | País   | Temporadas |
| ----------------- | ------ | ---------- |
| CD Plaza Amador   | Panamá | 2010-2014  |
| Tauro FC          | Panamá | 2014-2016  |
| Santa Gema FC     | Panamá | 2016-2017  |
| CA Independiente  | Panamá | 2017-2018  |
| San Francisco FC  | Panamá | 2019       |
| Costa del Este FC | Panamá | 2020       |
| Alianza FC        | Panamá | 2021-Act.  |

## Palmarés

### Torneos nacionales
| Título           | Club            | País   | Año    |
| ---------------- | --------------- | ------ | ------ |
| Torneo Copa      | Santa Gema FC   | Panamá | 2017   |
| Primera División | CAI La Chorrera | Panamá | 2018-C |
| Primera División | Alianza FC      | Panamá | 2022-A |